# Дания на летних Олимпийских играх 1996
Дания принимала участие в Летних Олимпийских играх 1996 года в Атланте (США) в двадцать второй раз за свою историю, и завоевала четыре золотые, одну серебряную и одну бронзовую медали. Сборную страны представляли 119 участников, из которых 65 женщин.

## Золото
- Бадминтон, мужчины, одиночный разряд — Поуль-Эрик Хёйер Ларсен.
- Гребля, мужчины — Thomas Poulsen, Эскильд Эббесен, Victor Feddersen и Niels Henriksen.
- Парусный спорт, женщины — Kristine Roug.
- Гандбол, женщины.

## Серебро
- Велоспорт, мужчины, индивидуальная шоссейная гонка — Рольф Сёренсен.

## Бронза
- Гребля, женщины — Трине Хансен.